# Hovče
Hovče (nemško Kaltschach) je naselje v Občini Vernberk v Okraju Beljak-dežela na Koroškem v Avstriji.